# Rome, Naples et Florence
Rome, Naples et Florence est le titre d'un récit de voyage de Stendhal.

## Genèse
Le premier texte est édité en 1817 sous le titre Rome, Naples et Florence, puis une deuxième édition parait l'année suivante et une troisième en 1826. Dans cette dernière, Stendhal procède à une véritable refonte du texte original en augmentant le nouveau volume d'anecdotes romanesques : une comparaison entre les textes de 1817 et 1826 laisse vite apparaître que les lieux et les dates sont souvent imaginés.
Le titre ne correspond pas exactement au contenu du livre : le voyage de l'auteur se déroule également à travers plusieurs autres villes italiennes, notamment Milan et Bologne qui occupent une grande partie de l'ouvrage. Dans son récit, négligeant souvent la description des monuments, Stendhal dépeint plutôt la sensibilité et les mœurs des Italiens.

## Résumé

### Milan

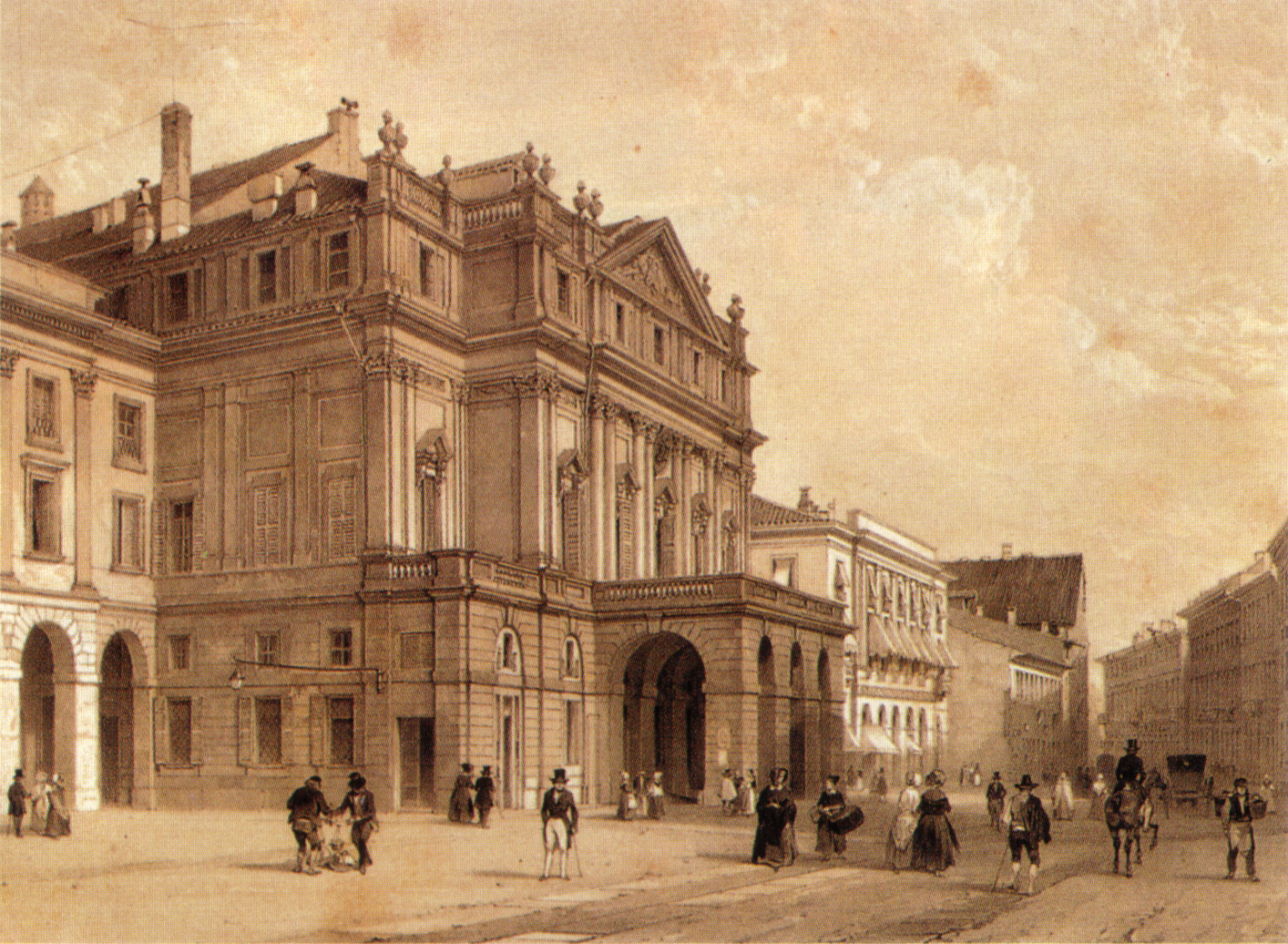
La Scala au XIXe siècle.

À peine arrivé, le soir du 24 septembre 1816, il court à La Scala – qu'il appelle le premier théâtre du monde – où l'on donnait encore une représentation de La Testa di Bronzo. Passionné d'opéra, il relate longuement l'ambiance des loges où s'y déroulent des discussions (Stendhal parle le milanais) et anecdotes quelquefois confidentielles, parties de tarot et soupers de carnaval : sans oublier de décrire, l'habitude des Milanais qui, avant d'aller à La Scala, ont pour usage de parader, soit à pieds, soit à cheval ou en carrosse, sur le Corso (situé entre la Porta Rense et le bastion de la Porta Nuova (it)).
À Milan, ville à laquelle il associe souvent le souvenir de Napoléon Ier, il aime flâner chez les marchands d'estampes ou bien au Corsia dei Servi (it) (aujourd'hui Corso Vittorio Emanuele) où l'on rencontre les plus jolies femmes. En sédiole (landau) et sans cicerone, il se déplace dans le Milanais et décrit une architecture qui lui semble plus vivante en Italie que la peinture et la sculpture. Chaque soir, son bonheur est aussi de revoir le Duomo éclairé par une belle lune qui lui offre un aspect d'une beauté unique au monde. Tout comme Charles de Brosses et presque un siècle plus tard, il visite, entre autres, la fameuse église de la Madone et finit ses courses par La Cène de Léonard de Vinci au couvent delle Grazie. Il se rend de nombreuses fois au musée de Brera et se promène également à Marignan sur le champ de gloire de François Ier. Depuis 1815, Milan est la capitale du royaume lombard-vénitien, et à l'entrée solennelle de l'empereur François Ier dans la ville, prévue le 31 décembre 1816, Stendhal ne lui prédit aucun succès.
En décembre 1816, en quittant Milan pour Pavie et son université, il dit des Milanais : « Je n'ai jamais rencontré de peuple qui convienne si bien à mon âme ».

### Bologne

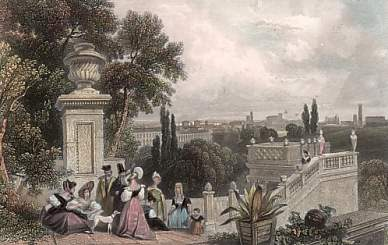
Gravure d'un jardin (de la Montagnola ?) de Bologne à l'époque de Stendhal.

Après être passé aussi par Plaisance, et Parme pour y admirer les fresques du Corrège, il rejoint Bologne fin décembre où il séjournera plusieurs semaines. 
À peine arrivé, il va sur-le-champ voir la fameuse tour qui penche, la Garisenda ainsi que l’église San Domenico où repose la dépouille du saint. Durant la journée, dès qu'il a une demi-heure, il monte au musée de la ville pour y voir, souvent, un seul tableau telle la sainte Cécile de Raphaël, et aux Carracci, il leur reconnaît une force de caractère presque égale à leur talent. Le reste de son temps, il baguenaude sous les portiques de saint Pétrone ou il se promène dans le jardin de la Montagnola. Les jours de pluie, il lit ses chers historiens du Moyen Âge. En soirée (le théâtre n'est pas ouvert), il aime coqueter dans les salons et se mêler aux secrets des Italiennes qu'il trouve bien plus puissantes que partout ailleurs. La liberté des propos y est aussi grande qu'à Londres et cette ville en terre papale lui semble avoir beaucoup plus d'esprit et d'originalité que Milan : cependant, il n'oublie jamais qu'en société, l'esprit qui amuse un Français incommode souvent un Italien.

### Florence

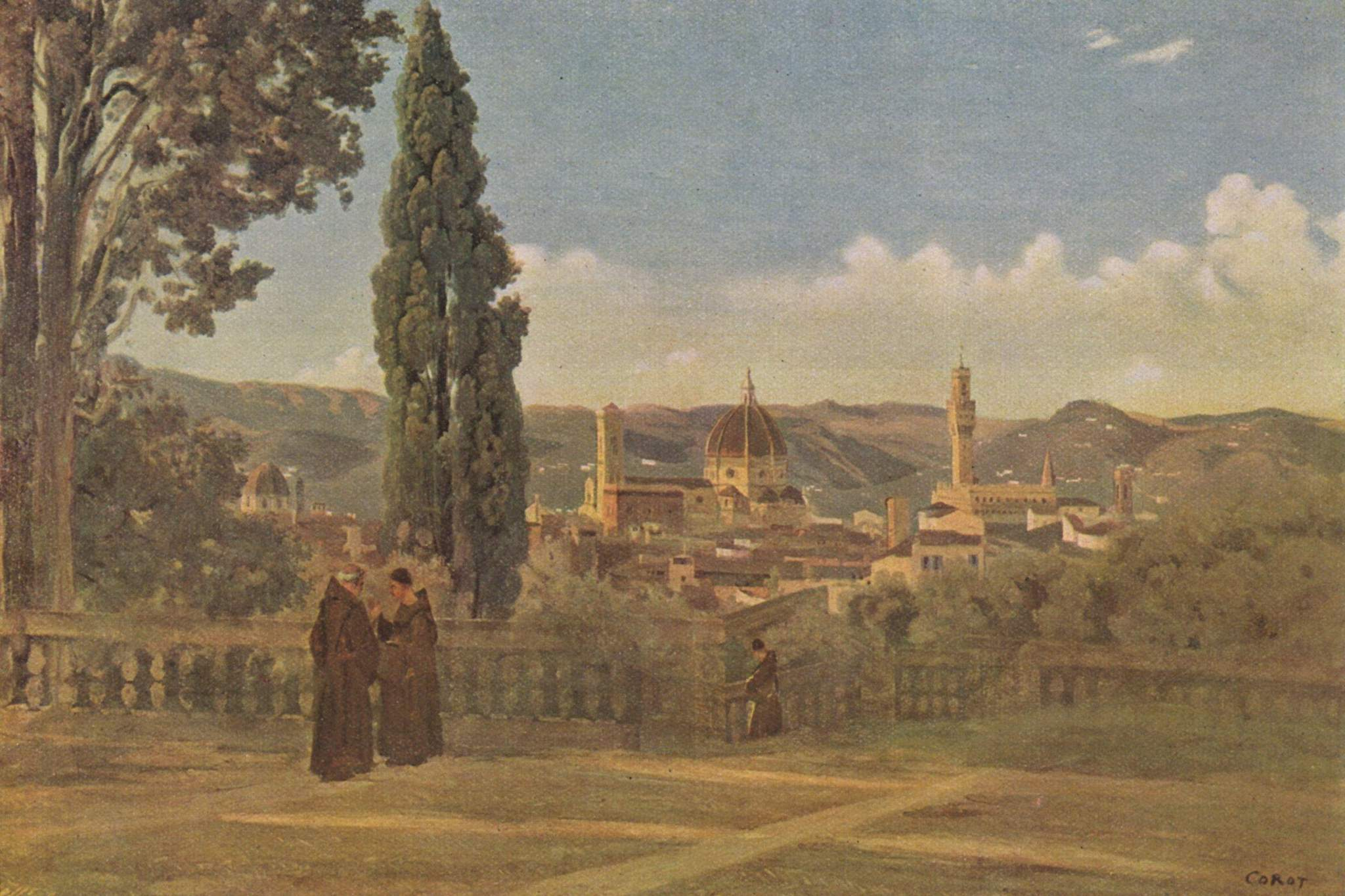
Vue de Florence depuis les jardins de Boboli d'après une œuvre de Camille Corot vers 1834.

Il traverse la Toscane, aux collines cultivées comme un jardin, écrit-il, et il arrive le 22 janvier à Florence où l'idée d'être dans cette ville, le met déjà dans une sorte d'extase. Et aussitôt après les formalités du passeport, il se rend à Santa Croce où son cœur bat la chamade devant les sépultures de personnages illustres. Il visite aussi l'église del Carmine, San Lorenzo et Santa Maria del Fiore, et sur la plus belle place de Florence, rien ne peut être comparé au palazzo Vecchio. Au Teatro del Cocomero où tout est pauvre des décorations aux chanteurs, il assiste au Il barbiere di Siviglia de Gioachino Rossini. Florence est d'une rare propreté où l'on respire dans ses rues le beau idéal du Moyen Âge. Il trouve le Florentin comme le plus poli et le plus soigneux des hommes, cependant il est fortement frappé par l'idiome toscan qu'il trouve désagréable. Les paysans de Toscane sont, pour lui, les gens les plus civilisés du monde et il passe chez eux, à Castelfiorentino, une soirée imprévue et délicieuse à écouter des contes.

### Naples

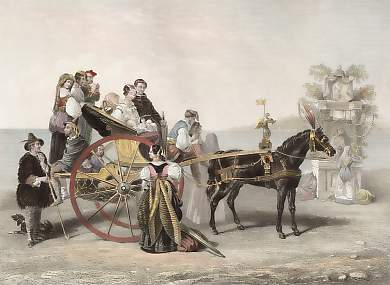
Gravure d'une calèchenapolitaine (circa 1850).

Depuis Florence, il partage la calèche d'un ami milanais jusqu'à Naples. Il traverse Rome, en trois heures, en apercevant de loin la coupole de Saint-Pierre puis poursuit son itinéraire par la via Appia qui offre une vue magnifique sur la campagne romaine traversée par une suite de longs vestiges d'aqueducs. À Terracina, lors d'une halte dans une auberge, parmi un groupe de voyageurs, il rencontre fortuitement Gioachino Rossini avec lequel il passe la plus aimable de ses soirées. Le 9 février, la descente vers Naples et la mer, par une large route, est grandiose. Le premier édifice rencontré est l'Albergo dei Poveri, puis le palazzo degli Studi et à gauche la via Toledo qui est la rue la plus peuplée et la plus gaie. Il trouve un logement au septième étage d'un palais avec vue sur la mer et le Vésuve. À Naples, il va habiter cinq mois. Le 12 février, il assiste à l'ouverture du San Carlo qu'il décrit comme folies, torrents de peuple et salle éblouissante, et qu'il estime quelques soirées plus tard tout à fait inférieur à La Scala.
Mélomane impénitent, Stendhal, lors des relâches (trois soirs par semaine) du San Carlo, fréquente aussi les théâtres Nuovo, La Fenice et les Fiorentini. Au printemps, l'ascension du Vésuve l'épuise énormément et à Pompéi où il dit se rendre plusieurs fois, il se sent transporté dans l’Antiquité. Il regrette la visite de Caserte mais est séduit par Portici et Capodimonte. Dès le mois d'avril, il arpente plusieurs autres sites du royaume des Deux-Siciles tels Paestum, Crotone, la Calabre et une partie des Pouilles.

### Rome

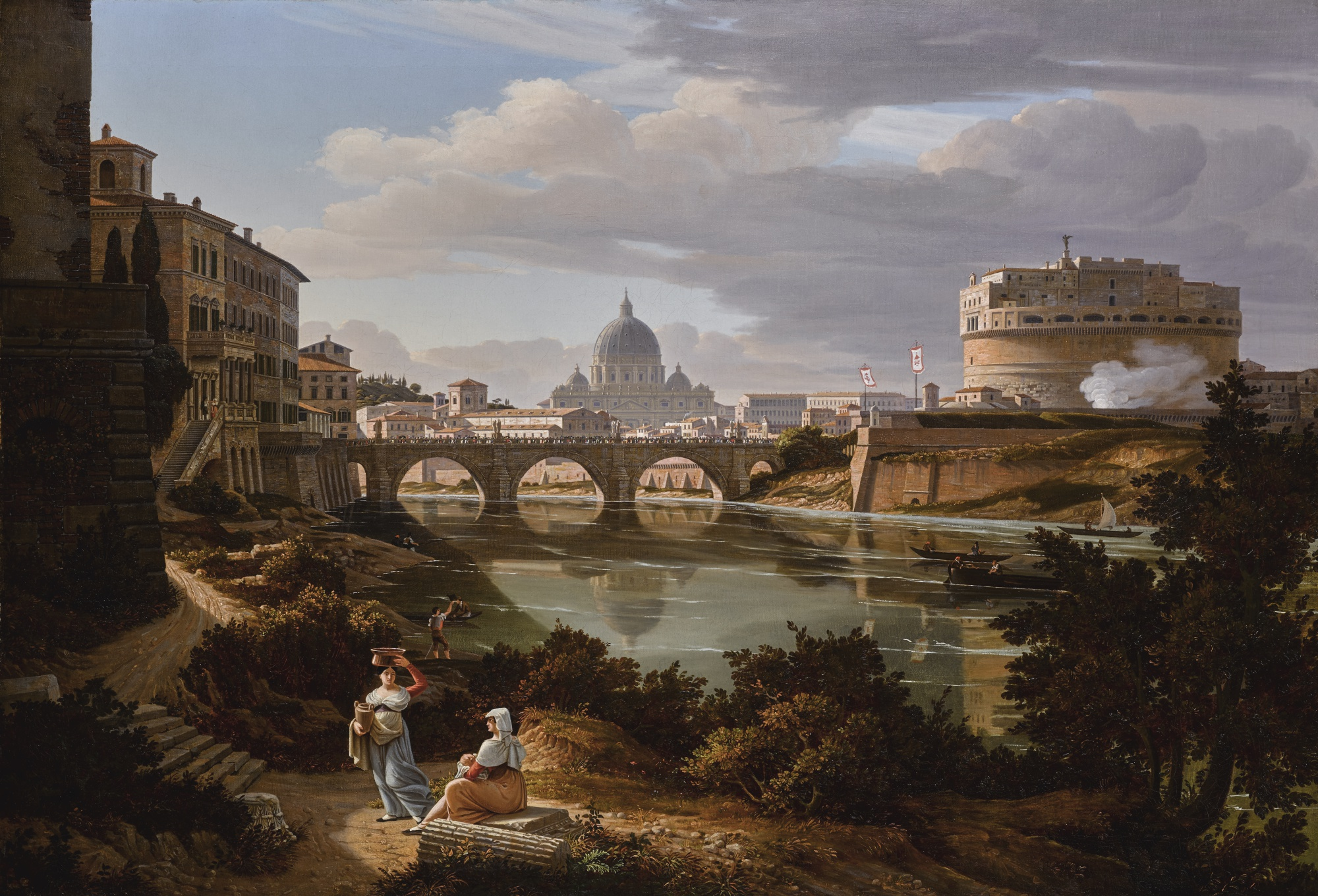
Vue sud du Tibre avec le Château Saint-Ange et le dôme (en fond) de la basilique Saint-Pierre d'après une œuvre de Rudolf Wiegmann.

Il arrive à Rome le 1er août, mais par crainte de la fièvre (le Tibre n'est toujours pas endigué), il préfère dormir à Castel Gandolfo. À la chapelle Sixtine, il assiste à une messe du pape où il compare le chant des castrats à un charivari des plus insupportables. Il fréquente comme dans chaque ville les théâtres notamment l'Argentina et le Valle. À Rome, la censure rend les comédies plates et le rire s'exprime principalement dans des pièces de marionnettes qui souvent s'improvisent : il passe une soirée des plus agréables au théâtre des marionnettes du palais Fiano.

### Postérité
"Son livre le plus riche", lettre de Nietzsche à Peter Gast, datée du 20 juin 1888